# ناصيف مجدلاني
ناصيف مجدلاني (Nassif Majdalani)، لبناني من مواليد بيروت (المزرعة) 1913، توفي في بيروت في 8 كانون الثاني 1988. تخرّج ناصيف مجدلاني من الكلية الوطنية في الشويفات. صحافي رياضي لقّب بأبو الرياضة ومقدّم برامج رياضية في الإذاعة والتلفزيون. أصدر جريدة الحياة الرياضية سنة 1931 وأسّس العديد من الاتحادات الرياضية. شارك في العديد من اللجان الأولمبية. أوّل حكم لبناني أولمبي في 1948. حائز على ميدالية الاستحقاق اللبناني المذهبة سنة 1953 ووسام الأرز الوطني من رتبة فارس سنة 1955 ومن رتبة ضابط سنة 1970.

## عمله في الاعلام الرياضي

### صحافة
بدأ ناصيف مجدلاني التحرير الرياضي في جريدة الأحوال سنة 1930، وعمل محرّرا رياضيا في صحف النداء، والنهار، والحديث، والعمل، وآسيا، والجمهور، والصياد من 1931 إلى 1945. أصدر جريدة «الحياة الرياضية» سنة 1931 باسم والدته لصغر سنّه.
أصدر جريدة «الملاهي» من 1934 إلى 1938 عقب تعطيل الحياة الرياضية من قبل سلطات الانتداب. وترأّس القسم الرياضي في دار الحياة منذ تأسيسها سنة 1946. كما ترأّس جمعية المحرّرين الرياضيين.

### إذاعة
قدّم ناصيف مجدلاني برامج في الإذاعة اللبنانية ابتداء من سنة 1940 وتعاقدت معه هيئة الإذاعة البريطانية سنة 1960 لنقل أنباء الوفود العربية في دورة الألعاب الأولمبية 1960، مباشرة، طوال أيّام الدورة في روما.

### تلفزيون
قدّم برامج في شركة التلفزيون اللبنانية منذ تأسيسها سنة 1959

### إعلام
أصدر كتيّبا أرّخ فيه حياة نجم كرة القدم إدمون ربيز سنة 1933. ونقل ناصيف مجدلاني إلى العربية القانون الدولي للعبة المصارعة سنة 1948.
حاضر في الألعاب الرياضية ورسالة الرياضة في لبنان والعالم.

## الاتحادات الرياضية
ساهم ناصيف مجدلانيبتأسيس الاتحاد اللبناني لكرة القدم سنة 1933 وشغل عدّة مراكز فيه وانتخب رئيسا له سنوات 1946-1949.
وتسلّم الأمانة العامة لاتحاد هواة الرياضة البدنية اللبناني السوري سنة 1937. ثم أسّس الاتحاد اللبناني للمصارعة ورفع الأثقال سنة 1937 وتولى نيابة رئاسته وأمانته العامة. إضافة لذلك أسّس ناصيف مجدلاني الاتحاد اللبناني للملاكمة سنة 1937 وكان مقررا له. كما ساهم بتأسيس الاتحاد اللبناني للسباحة وكرة الماء والسكي، وكان أمينا عاما له سنة 1942. ساهم بتأسيس الاتحاد اللبناني للألعاب الرياضية وشغل عدّة مراكز فيه من سنة 1945 إلى 1950.
ساهم ناصيف مجدلاني بتأسيس الاتحاد اللبناني للمصارعة والملاكمة ورفع الأثقال سنة 1951، وترأسه سنة 1951 و 1952و 1960 و 1962. وعمل في الاتحاد اللبناني لألعاب القوى والدراجات أمينا عاما، ورئيسا من سنة 1954 إلى سنة 1959. ترأس الاتحاد اللبناني لرفع الأثقال والتربية البدنية منذ 1963 وحتى 1968.
ساهم في تأسيس اتحادات لبنان لمختلف الألعاب الرياضية، كما ساهم في التشريع والنشاط الرياضيين في مختلف الميادين.

## المؤتمرات اللبنانية والعربية والأولمبية والدولي
شغل ناصيف مجدلانيمركز مقرّر المؤتمر الرياضي الأوّل الذي عقد في بيروت سنة 1944 بحضور حكومة الاستقلال، وكان منطلقا لنهضة لبنان الرياضية ورعاية الدولة لها.
مثّل لبنان في المؤتمرات الأولمبية والدولية للمصارعة والملاكمة ورفع الأثقال سنة 1952. ومثّل لبنان في مؤتمرات اللجان الأولمبية في الدول العربية في ظهور الشوير سنة 1954 وفي القاهرة 1955 وفي دمشق 1956 وفي الخرطوم 1958، وفي بيروت 1963. ومثّل لبنان في المؤتمر الرياضي العربي الأوّل في الإسكندرية سنة 1956. مثّل لبنان في المؤتمر الدولي الأوّل لدول البحر الأبيض المتوسّط في بيروت سنة 1959. مثّل لبنان في اجتماع اللجان الأولمبية الأهلية باللجنة الأولمبية في أثينا 1961.

### الدورات العربية
1957- نائب رئيس بعثة لبنان إلى دورة بيروت
1961- إداري رفع الأثقال في دورة الدار البيضاء
1965- إداري رفع الأثقال في دورة القاهرة

### دورات البحر الأبيض المتوسط
1951- إداري رفع الأثقال في دورة الإسكندرية
1955- مقرر بعثة لبنان إلى دورة برشلونة
1959- رئيس البعثة اللبنانية في دورة بيروت
1963- نائب رئيس البعثة اللبنانية إلى دورة نابولي

### بطولات العالم
1950- رئيس بعثة لبنان إلى بطولة العالم في استوكهولم.
1951- إداري بعثة لبنان إلى مباراة الثأر لبطولة العالم.
1952- المرافق الصحافي لبعثة لبنان إلى بطولة الكرة الطائرة في موسكو.
1956- حكم دولي في كأس العالم للمصارعة في إسطنبول.
1957- مندوب لبنان في المؤتمرالدولي وحكم بطولة العالم برفع الأثقال في طهران
1965- المرافق الصحافي لبعثة لبنان إلى بطولة العالم للجامعات في بودابست.
1967- المرافق الصحافي لبعثة كرة القدم إلى الدورة الأولمبية التمهيديّة في طوكيو.

### الدورات الأولمبية
1948- امين البعثة اللبنانية في دورة لندن وأوّل حكم لبناني أولمبي.
1952- إداري رفع الأثقال والملاكمة في دورة هلسنكي.
1960- إداري رفع الأثقال في دورة روما.
1968- المرافق الصحافي للبعثة اللبنانية إلى دورة مكسيكو.

## نشاطات عامة مختلفة
- انتخب ناصيف مجدلاني عضوا في أوّل لجنة عليا للرياضية في لبنان سنة 1942 ثم في اللجنة الأهلية للرياضة البدنية لدى وزارة التربية الوطنية وكلتاهما ساهمتا مساهمة فعّالة في تنظيم الحركة الرياضية.
- تسلّم أمانة صندوق أوّل لجنة أولمبيّة لبنانيّة سنة 1947، وشغل فيها مركز نائب رئيس في لجنتها التنفيذيّة. -قرّر مجلس الوزراء تسميته عضوا في اللجنة الثلاثية التي ألّفها لاختيار قطعة أرض مناسبة للانشاءات الرياضية (المدينة الرياضيّة) وذلك سنة 1948.
- حكم دولي في المصارعة والملاكمة ورفع الأثقال 1952 واشترك في عدّة دورات عربية واقليمية وعالمية وأولمبية حكما وعضوا في الهيئات الاستئتافية وحكم درجة أولى في ألعاب القوى.
- انتخب ناصيف مجدلاني عضوا في اللجنة التنفيذية للاتحاد الدولي للمصارعة 1952-1956 .
- انتخب رئيسا للاتحاد العربي في المؤتمر الريا ضي العربي الأوّل في الإسكندرية سنة 1956.
- كان مسؤولا في السباقات العربية الدولية للدراجات حول لبنان وسباقات السباحة الطويلة من صيدا إلى بيروت وهو صاحب فكرتها سنة 1955.
- رافق معظم بعثات الاتحادات والجمعيات الرياضية إلى البلدان العربية.
- باشر منذ سنة 1959 بتأسيس متحف للرياضة في لبنان الذي ضمّ معظم الميداليات التي أحرزها أبطال لبنان في الألعاب الأولمبية والبطولات العالمية ومعظم ميداليات الأبطال في الدورات الإقليمية والعربية.
- ترأّس ناصيف مجدلاني جمعية الشبيبة الرياضية –المزرعة ثلاث سنوات 1940-1943
- سمّي سنة 1969 عضوا في مجلس إدارة المدينة الرياضية.

## الأوسمة
- ميدالية الاستحقاق اللبناني الفخرية المذهبة سنة 1953.
- وسام الأرز الوطني من رتبة فارس 1955.
- وسام الأرز الوطني من رتبة ضابط 1970.